# Janovice u Frýdku-Místku

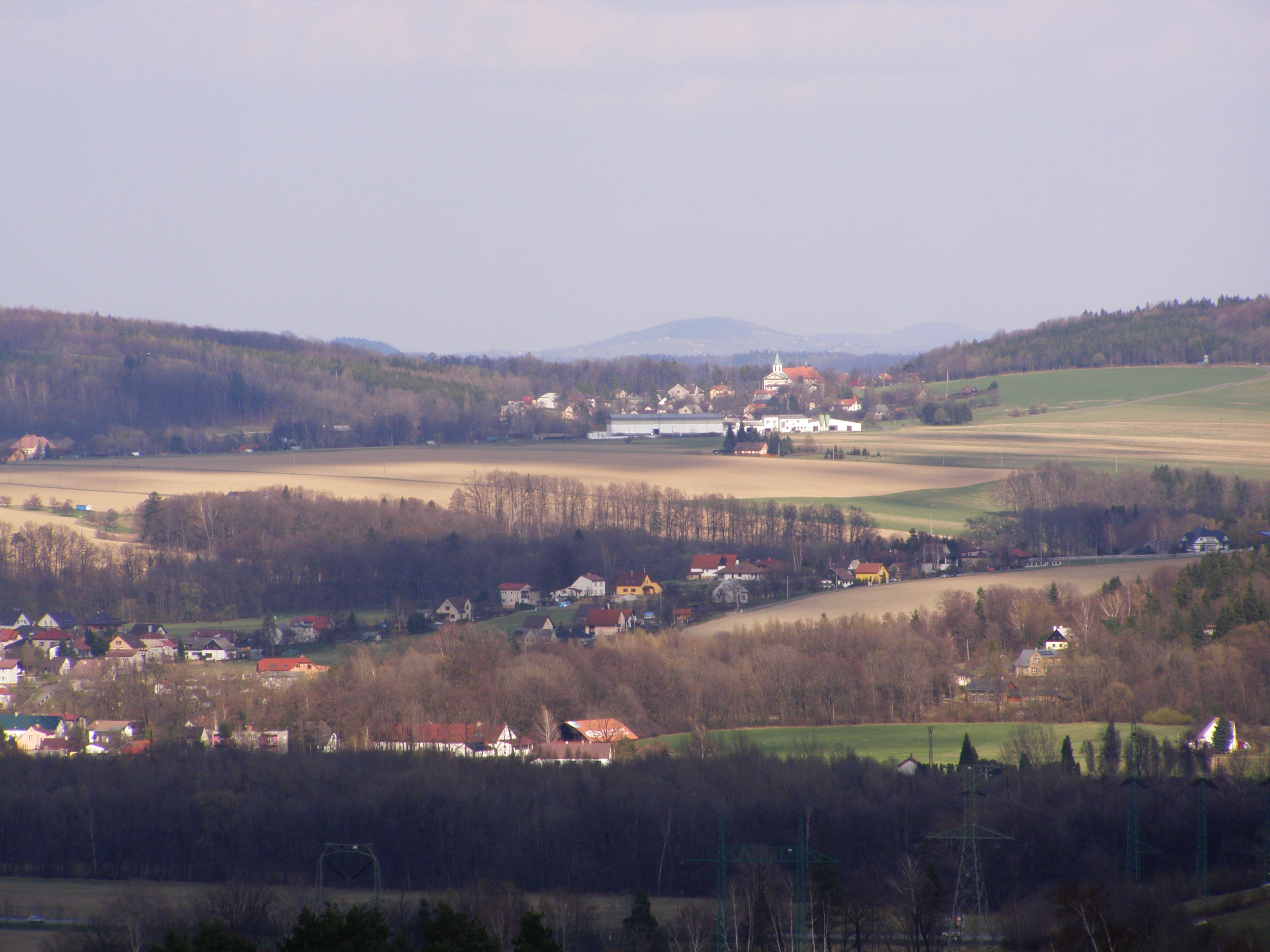
Ortsansicht

Janovice (deutsch Janowitz, polnisch Janowice) ist eine Gemeinde in Tschechien. Sie liegt fünf Kilometer nordöstlich von Frýdlant nad Ostravicí und acht Kilometer südöstlich von Frýdek-Místek und gehört zum Okres Frýdek-Místek.

## Geographie
Janovice erstreckt sich am Fuße der Mährisch-Schlesischen Beskiden in der Frýdecká pahorkatina (Friedeker Hügelland) im Tal des Baches Říčka. Nördlich erhebt sich die Hůra U Trojačky (433 m n.m.), nordöstlich der Na Sodku (384 m n.m.), im Osten der Bučník (454 m n.m.) sowie südwestlich der Malý pahorek (451 m n.m.) und der Velký pahorek (468 m n.m.).
Nachbarorte sind Baščica, Hůrsko und Skalice im Norden, Záhoří, Vyšní Lhoty und Kamenec im Nordosten, Baščica, Za Baščinou, Na Červenci und Raškovice im Osten, Husinec, Říčka und Pod Krásnou im Südosten, Bystré und Malenovice im Süden, Lubno und Pržno im Südwesten, Bystré, Nová Kolonie und Kamenec im Westen sowie Hodoňovice und Baška im Nordwesten.

## Geschichte
Die erste sichere urkundliche Erwähnung des Ortes als Janowicze stammt aus dem Jahr 1450, obwohl er manchmal mit dem Ort item in Jannutha im Liber fundationis episcopatus Vratislaviensis (Zehntregister des Bistums Breslau) circa 1305 in Verbindung gebracht wurde. Wahrscheinlicher war Jannutha die Jemnicz oppidis aus dem Jahr 1327 an der Stelle der späteren Friedek.
Politisch gehörte das Dorf ursprünglich zum Herzogtum Teschen, dieses bestand ab 1290 in der Zeit polnischen Partikularismus. Seit 1327 war das Herzogtum eine Lehnsherrschaft des Königreichs Böhmen, seit 1526 gehörte es zur Habsburgermonarchie. Im Jahre 1573 entstand die Freie Standesherrschaft Friedek, der das Dorf unterstand.
Nach der Aufhebung der Patrimonialherrschaften bildete Janowitz ab 1850 eine Gemeinde im Gerichtsbezirk Friedek in Österreichisch-Schlesien, von 1868 bis 1901 gehörte sie zum Bezirk Teschen, dann zum Bezirk Friedek. Der Ort befand sich im Lachischen Sprachraum.
Nach dem Zusammenbruch Österreich-Ungarns Ende 1918 war das Gebiet von Teschen umstritten. Am 5. November 1918 verständigten sich der Polnische Nationalrat für das Teschener Gebiet (Rada Narodowa Kięstwa Cieszyńskiego, RNKC) und das tschechische Gebietskomitee (Zemský národní výbor, ZNV) darauf, dass Janovice an Polen fallen sollte. Dessen ungeachtet wurde Janovice ein Teil der Tschechoslowakei.

### Einwohnerentwicklung
| Jahr       | 1869 | 1880 | 1890 | 1900 | 1910 | 1921 | 1930 | 1950 | 1961 | 1970 | 1980 | 1991 | 2001 |
| ---------- | ---- | ---- | ---- | ---- | ---- | ---- | ---- | ---- | ---- | ---- | ---- | ---- | ---- |
| Einwohnern | 1831 | 1914 | 1819 | 1907 | 1868 | 1713 | 1730 | 1618 | 1747 | 1653 | 1591 | 1575 | 1684 |

1. ↑  Darunter: 1901 (99,7 %) tschechischsprachige, 4 (0,2 %) deutschsprachige, 2 (0,1 %) polnischsprachige; 1819 (95,4 %) römisch-katholisch, 84 (4,4 %) evangelisch, 4 (0,2 %) israelitisch;
2. ↑  Darunter: 1858 (99,5 %) tschechischsprachige, 9 (0,5 %) polnischsprachige; 1785 (95,6 %) römisch-katholisch, 83 (4,4 %) evangelisch;

## Gemeindegliederung
Für die Gemeinde Janovice sind keine Ortsteile ausgewiesen. Grundsiedlungseinheiten sind Baščica, Bystré und Janovice. Zu Janovice gehören außerdem die Siedlungen Hůrsko, Za Baščinou und Říčka.
Das Gemeindegebiet bildet den Katastralbezirk Janovice u Frýdku-Místku.

## Persönlichkeiten
- Ondraszek (eigentlich: Andrzej Szebesta; 1680–1715), legendenumwobener Räuber und Volksheld, Robin Hood der Mährisch-Schlesischen Beskiden